# One Vision
A One Vision a brit Queen együttes dala. Az első olyan daluk volt, amelynek nem jelölték külön a szerzőjét. Bár mind a négy tag hozzátett a műhöz, mára tudni lehet, hogy a szövegét Roger Taylor, a zenéjét pedig nagyrészt Brian May szerezte. 1985. november 4-én jelent meg kislemezen, Angliában a 7., a Billboard Hot 100-on a 61. helyet érte el. Mivel nem sokkal a Live Aid koncert után jelent meg, sokan támadták is a zenekart, feltételezve, hogy a segélykoncert hírverését akarják felhasználni a daluk népszerűsítésére. Az 1986-ban megjelent A Kind of Magic albumra is felkerült.

## Története
Az egyike azon ritka korai dalaiknak, ahol nem jelölték külön a szerzőséget, hanem egyszerűen Queen név alatt jelentették meg. Emiatt szokás ritkaságként hivatkozni rá, de Roger Taylor egy interjúban elárulta, hogy a dalaik nagy részét hasonlóan írták meg: valaki megírta az alapokat, a szöveget, majd a felvételek során készre dolgozták a közös ötletekből. Az One Vision abban különbözik ettől a hagyományos zeneszerzési stílustól, hogy itt összességében két tagtól származtak az ötletek: a zene nagy részét Brian May szerezte (Roger Taylor egy riffjét továbbfejlesztve), a szöveget Taylor írta. John Deacon saját állítása szerint keveset tett hozzá.
A dal torzított hangeffektekkel indul, majd szintetizátor effekteket követően megjelenik a dob, és basszusszólam. Mintegy perccel a kezdés után egy jellegzetes gitárriff jelzi a dal kezdetét, ez a riff az egész dal egyik alapját jelenti, végig hallható az háttérben, és a refrének végén felerősödik. A dalszerkezet részben nem ismétlődő: két versszak után egy közjáték hallható, utána egy gitárszóló. Egy majd egyperces dobszóló is hallható benne, majd e levezető után a kezdéshez hasonló torzított effektekkel ér véget.
Az együttes egyik legenergikusabb dala, ugyanakkor a slágeresség is megtalálható benne. Agresszív gitár és dobjátékkal szemben erős elektronikus zene is képviselteti magát, rengeteg szintetizátorral és mintavevővel alkotott hang hallható a felvételen. A rétegezett dobhangzások között egy szólam elektromos dob is hallható. A basszusvonal is kétszólamú, egyiket Deacon játszotta, a másikat Mercury egy Fairlight mintavevővel.

Részlet a videóklipből

A dal videóklipje az együttest mutatta be, amint a müncheni Musicland stúdióban dolgoznak. Ez volt az első klip, amelyet az osztrák DoRo rendezőpáros (Rudi Dolezal és Hannes Rossacher) készített, az együttessel való kapcsolatuk egészen a 90-es évekig tartott. A film kezdő képsorai az 1975-ös Bohemian Rhapsody videóklipjének híres jelenetével kezdődik, ez a kép azután átúszik a beállítás 1985-ös változatára.
Rögtön felkerült a dallistákra, a Magic Tour minden állomásán játszották, jellegzetes pszichedelikus bevezetőjével, és indító gitárriffjével kezdték a koncerteket. Később a Queen + Paul Rodgers formáció koncertjeinek is állandó darabja volt. Szerepelt a Live Magic és Live at Wembley ’86 koncertalbumukon, valamint a Live at Wembley Stadium és Return of the Champions DVD-ken. Az együttes rockosabb dalait összegyűjtő Queen Rocks válogatásalbumra is felkerült.

## Dalszöveg
Taylor eredetileg Martin Luther King tiszteletére írta a szöveget, de Mercury folyamatosan változtatott rajta, mígnem minden konkrét utalás eltűnt belőle.
A dal rejtélyes üzeneteket tartalmaz az elején: lassítva, és kissé torzítva bemásolt beszédet. Többször próbálták megfejteni a tartalmát, szárnyra kapott egy olyan feltételezés is, mely szerint sátánimádó szövegeket tartalmaz: „Yes, sweet Satan… Yes, I've seen sabbath…” vagy „I've seen sabbath… Yes, my sweet Satan…”. Valójában ez hangzik el: nyolc, hat , hét … távolinak látszik, és „Isten rejtélyes utakon dolgozik”. A Greatest Video Hits 2 videóklipgyűjteményből kiderül, hogy a teljes elrejtett szöveg ez volt: „God works in mysterious ways. And Hey, people! All around the world. I look forward to those glorious days once again!", azaz „Isten rejtélyes utakon dolgozik. És hé, emberek! Mindannyian e világban. Visszavárom azokat a dicsőséges napokat!”.
A dal vége felé benne hagytak a szövegben egy másik tréfás utalást: itt Mercury az utolsó gimme one vision sor helyett ezt énekli; gimme fried chicken (ide nekem egy sült csirkét). Ez a szó véletlenül csúszott ki a szájából a felvételen, a legenda szerint az aznapi ebéd sült csirke volt. Mercury barátja, Jim Hutton tanácsára hagyták benne így a dalban.

## Live Aid
A megjelenése után többször nyilatkoztak a tagok, hogy a dalt a Live Aid jótékonysági koncert inspirálta. Az esemény előtt bizonytalan volt az együttes jövője, a visszaesett népszerűségük, a szólótervek előtérbe kerülése, és személyes feszültségek miatt a feloszlást fontolgatták. A koncerten látott népszerűségük azonban feltöltötte őket, új inspirációt adott, és megmutatta, hogy van még igény a zenéjükre. Emiatt később számos kritika érte a zenekart, hogy ki akarnak használni egy ilyen önzetlen eseményt, és pénzt akarnak csinálni belőle. A tagok nyilatkozataikban védekezni kényszerültek. Brian May így nyilatkozott:
Sok jótékonysági műsorban vettünk részt, de a One Visionel visszatértünk igazi tevékenységi területünkbe. Ha nem foglalkozunk az üzlettel, akkor nem fogunk ott lenni a következő Live Aid-en sem. Nem vagyunk főállású jótékonykodók! A zeneiparban dolgozunk, ami önmagában is elég!

## Blurred Vision
Készült a dalnak egy remixverziója Blurred Vision címmel. Az eredeti hangzáshoz képest jelentősen le volt csupaszítva, de felismerhető volt Taylor jellegzetes dobszólama, és a szintetizátorszólam. Nem volt összefüggő szövege, általában a bevezetőben hallható torzított hangok, Mercury „one vison” és „I have a dream” kiáltásai ismétlődtek, néha pedig halványan a gitártéma is hallatszódott. Ez a verzió a kislemez kiadás B-oldalán szerepelt, és a The Complete Works című B-oldalas gyűjteményen.

## Feldolgozások
A szlovén industrial együttes, a Laibach Geburt einer Nation (Egy nemzet születése) címen készített belőle feldolgozást, a dal optimista és vidám stílusát egy náci propagandadallá változtatták, és olyan kifejezéseket is illesztettek bele, hogy: One race one hope/One real decision (egy faj egy remény/egy valódi döntés). 1987-ben az Opus Dei albumukon jelent meg. Élőben néha Dream Theater társaságában adták elő. Több másik Queen dal mellett szerepelt a Rock Band elnevezésű virtuális gitár játék internetről letölthető dalai között.

## Idézetek
Mindannyiunknak voltak ötletei, és ezeket az ötleteket összekalapáltuk egy dalba. Ennek a nagy része csapatmunka volt. Valójában nagyon kedvelem, de nem volt egy kereskedelmileg túl sikeres darabunk.

## Közreműködők
- Ének: Freddie Mercury
- Háttérvokál: Freddie Mercury
- Torzított vokálok: Brian May

Hangszerek:
- Roger Taylor: Ludwig dobfelszerelés, Simmons Drum Pads
- John Deacon: Fender Precision Bass
- Brian May: Red Special, Yamaha szintetizátor, Kurzweil szintetizátor
- Freddie Mercury: Kurzweil szintetizátor, Roland szintetizátor

## Kislemez kiadás

### 7": EMI QUEEN 6 (Anglia) / Capitol B-5530 (Amerika)
1. One Vision – 4:02
2. Blurred Vision – 4:38

### 12": EMI 12 QUEEN 6 (Anglia) / Capitol V-15210 (Amerika)
1. One Vision (extended) – 6.28
2. Blurred Vision – 4:38

## Helyezések
| Év   | Lista                            | Legmagasabb helyezés |
| ---- | -------------------------------- | -------------------- |
| 1985 | Brit slágerlista                 | 7                    |
| 1985 | Billboard Hot 100                | 61                   |
| 1985 | Billboard Mainstream Rock Tracks | 19                   |
| 1985 | Holland slágerlista              | 21                   |
| 1985 | Ausztrál slágerlista             | 10                   |